# Benedetto Tuzia

Bischofswappen von Benedetto Tuzia

Benedetto Tuzia (* 22. Dezember 1944 in Subiaco) ist ein italienischer Geistlicher und emeritierter römisch-katholischer Bischof von Orvieto-Todi.

## Leben
Benedetto Tuzia empfing am 29. Juni 1969 die Priesterweihe für die Territorialabtei Subiaco. Er wurde am 1. September 1980 in den Klerus des Bistums Rom inkardiniert.
Papst Benedikt XVI. ernannte ihn am 28. Januar 2006 zum Weihbischof in Rom und Titularbischof von Nepeta. Der Kardinalvikar der Diözese Rom und Erzpriester der Lateranbasilika, Camillo Ruini, spendete ihm am 12. März desselben Jahres die Bischofsweihe; Mitkonsekratoren waren Luigi Moretti, Weihbischof in Rom, und Vincenzo Apicella, Bischof von Velletri-Segni. Als Wahlspruch wählte er Dei caritati credidimus.
Am 31. Mai 2012 wurde er zum Bischof von Orvieto-Todi ernannt und am 30. Juni desselben Jahres in das Amt eingeführt.
Papst Franziskus nahm am 7. März 2020 seinen altersbedingten Rücktritt an.